# Arsenio Meza
Arsenio Meza (Asunción, 22 gennaio 1953) è un ex calciatore paraguaiano, di ruolo attaccante.

## Carriera

### Club
Giocò nella massima serie paraguaiana e messicana.

### Nazionale
Con la Nazionale paraguaiana vinse la Copa América 1979.